# Denarius

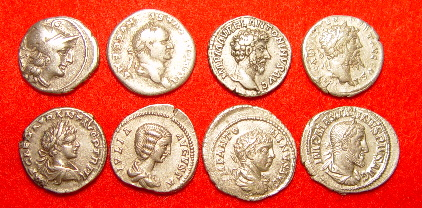
Första raden 157 f.Kr. Romerska republiken, 73 Vespasianus, c. 161 Marcus Aurelius, c. 194 Septimius Severus;
Andra raden: 199 Caracalla, 200 Julia Domna, 219 Elagabalus, 236 Maximinus Thrax.

Denarius (plural: denarer) är ett romerskt silvermynt som började präglas 211 f.Kr. och var ett av de vanligaste mynten i omlopp. Ordet "denarius" kommer från det latinska deni "tio gånger", eftersom dess värde var 10 as. Denarius kan också vara ursprunget till ordet Dinar.